# حسن توانایان فرد
حسن توانایان‌فرد (۴ فروردین ۱۳۲۲ در تهران - ۱ بهمن ۱۳۹۳ در تهران) اقتصاددان و فعال سیاسی ایرانی بود. او پس از اتمام تحصیلات دوره کارشناسی اقتصاد در دانشگاه تهران، برای ادامه تحصیل در مقطع کارشناسی ارشد و دکتری به انگلستان رفت و در دانشگاه ولز تحصیلات خود را ادامه داد. او در سال ۱۳۵۴ به ایران بازگشت و به تدریس علم اقتصاد در دانشگاه تهران، دانشگاه صنعتی شریف و دانشگاه پیام نور پرداخت و در کنار تدریس دانشگاهی، در روزهای پیروزی انقلاب و در بحبوحه رویکردهای لیبرال و مارکسیستی به اقتصاد، با ارائه نظریات خود در زمینه اقتصاد اسلامی، منشاء بحث‌های بسیاری شد. او تاکنون بیش از صد کتاب و مقاله تخصصی در حوزه‌های اقتصاد خرد و کلان، اقتصاد ایران، اقتصاد اجتماعی، مبانی اقتصاد اسلامی، اندیشه‌های اقتصادی، اقتصاد توسعه و . . . برشته تحریر درآورده‌است.

## تحصیلات
- دیپلم ریاضی از دبیرستان علمیه تهران
- فوق دیپلم از دانشسرای تعلیمات دینی با مدیریت یدالله سحابی و مهدی بازرگان
- لیسانس اقتصاد از دانشگاه تهران
  - موضوع تز لیسانس: «اقتصاد اجتماعی در فرهنگ ملی ایران» (این تز چاپ و منتشر شد)
- فوق لیسانس از دانشگاه ولز در انگلستان
  - موضوع تز فوق لیسانس: (U.K. private short term capital movements (۱۹۶۳-۱۹۷۲
  - حرکت سرمایه کوتاه مدت بین انگلستان و فرانسه بین سالهای ۱۹۶۳ تا ۱۹۷۲ (این تز توسط دانشگاه سوانسی چاپ و نشر شده‌است)
- دکترای ناتمام دانشگاه ولز انگلستان
  - موضوع تز دکترا: Inflation in Iran ۱۹۷۷
  - چون در سال ۱۹۷۹ انقلاب اتفاق افتاد، او تز را ناتمام رها کرد تا بعداً تکمیل کند.

## سابقه تدریس
- از سال ۱۳۴۳ الی ۱۳۴۶ آموزگار تعلیمات دینی در دبستان هاتف تهران منطقه ۱۱
- از سال ۱۳۴۶ الی ۱۳۴۸ دبیر دبیرستان سحاب تهران منطقه ۱۱
- از سال ۱۳۵۴ به بعد، تدریس در دانشگاه تهران، ملی – مدرسه عالی بازرگانی (دانشگاه علامه طباطبائی)، دانشگاه صنعتی شریف و برخی دیگر از دانشگاه‌های ایران.

## آثار
- عذر تقصیر به پیشگاه محمد و قرآن، جان دیون پورت، غلامرضا سعیدی (مترجم)، حسن توانایان فرد (مصحح)، تهران: موسسه فرهنگی جهان رایانه کوثر، ۱۳۸۷
- اقتصاد اینترنت، حسن توانایان فرد، تهران: شرکت نشر الکترونیکی و اطلاع‌رسانی جهان رایانه امین، ۱۳۸۵
- تاثیر نماز در افزایش بهره‌وری، حسن توانایان فرد، امیر طاهری (ویراستار)، تهران: بنی هاشم، ۱۳۸۸
- فرهنگ تشریحی اقتصاد: انگلیسی - فارسی، حسن توانایان فرد، تهران: شرکت نشر الکترونیکی و اطلاع رسانی جهان رایانه امین، ۱۳۸۶
- ج‍ام‍ع‍ه‌ش‍ن‍اس‍ی اق‍ت‍ص‍ادی از دی‍دگ‍اه دک‍ت‍ر ع‍ل‍ی ش‍ری‍ع‍ت‍ی، حسن توان‍ای‍ان ف‍رد، ت‍ه‍ران: چ‍اپ‍خ‍ش، ۱۳۷۷
- اق‍ت‍ص‍اد آی‍ن‍ده ب‍ش‍ر :اق‍ت‍ص‍اد ق‍ب‍ل و ب‍ع‍د از ظه‍ور ح‍ض‍رت ق‍ائ‍م (ع‍ج)، حسن ت‍وان‍ای‍ان ف‍رد، ت‍ه‍ران: دان‍ش‍وران، ۱۳۸۰
- ت‍اری‍خ ان‍دیشه‌ه‍ای اق‍ت‍ص‍ادی درج‍ه‍ان اس‍لام ش‍ام‍ل ن‍ظری‍ات اق‍ت‍ص‍ادی ف‍اراب‍ی، اب‍ن م‍س‍ک‍وی‍ه، اب‍ن س‍ی‍ن‍ا، خ‍واج‍ه ن‍ص‍ی‍رال‍دی‍ن طوس‍ی، ج‍لال‌ال‍دی‍ن دوان‍ی و اب‍ن خ‍ل‍دون، حسن توانایان‌فرد
- م‍ب‍ان‍ی م‍دی‍ری‍ت دراس‍لام (ش‍ام‍ل ت‍ئ‍وری‍ه‍ای م‍دی‍ری‍ت، م‍دی‍ری‍ت ع‍م‍ل‍ی، م‍دی‍ری‍ت در ق‍رآن)، حسن توانایان فرد، تهران: الهام، ۱۳۶۵
- مقدمه‌ای بر علم اقتصاد، حسن توانایان‌فرد، تهران: نشر پژوهش‌های اسلامی
- امپریالیسم‌زدگی اقتصاد ایران، حسن توانایان فرد، تهران: آگاه، ۱۳۶۱
- اقتصاد جمعیت، حسن توانایان‌فرد، تهران، ۱۳۶۸
- بهره‌وری در آموزش‌های حج، حسن توانایان‌فرد، تهران: چاپخش
- توطئه‌های اقتصادی امپریالیسم در ایران، حسن توانایان‌فرد، ۱۳۶۴
- صرفه‌جویی، حسن توانایان‌فرد، ۱۳۷۸
- دائرةالمعارف اقتصاد اسلامی از سال ۱۳۲۰ تا ۱۳۹۰
- بیماری‌های اقتصادی ایران، ۱۳۸۰
- دو پهلوی (رضا شاه و محمد رضا شاه)
- نقدی بر اصول اقتصادی قانون اساسی
- زیارتنامه پدر طالقانی
- دکتر شریعتی و اقتصاد بعد از انقلاب
- اقتصاد از نظر چهارده معصوم (ع)
- اقتصاد از زبان محمد (ص) و علی (ع)
- تئوری ارزش کار، ۱۳۵۶
- تئوری مصرف – ۱۳۵۵
- سامان دهی اقتصاد ایران ۱۳۸۰
- عوامل مؤثر بر باورهای مذهبی ۱۳۷۲
- اقتصاد تعاون ۱۳۸۵
- اقتصاد پول ۱۳۷۰
- اقتصاد توسعه ۱۳۶۶
- پول: نظریات اقتصادی ۱۳۵۶
- نظریات اقتصادی امام محمد غزالی ۱۳۶۶
- تظریات اقتصادی امام فخر رازی ۱۳۶۷
- اقتصاد مصدق ۱۳۶۵
- جمع اخلاق و اقتصاد در اسلام ۱۳۶۷
- اقتصاد خرد و کلان ۱۳۸۳
- نقش زن در ارتقاء بهره‌وری ۱۳۸۰
- ارتقاء بهره‌وری در فرهنگ اسلامی ۱۳۷۷
- بهره‌وری در آموزش‌های نماز ۱۳۷۴
- اقتصاد آموزش و پرورش ۱۳۵۵
- اقتصاد توسعه و رشد ۱۳۵۶
- سیستم‌های اقتصادی سال ۱۳۵۶
- مکتب‌های اقتصادی ۱۳۶۰
- نظام‌های اقتصادی ۱۳۸۳
- فلسفه اقتصاد اسلامی علامه طبا طبائی ۱۳۶۳
- مباحثی از اقتصاد ایران ۱۳۵۶
- اقتصاد زکات ۱۳۸۷
- اقتصاد قرانی ۱۳۸۵
- اقتصاد اجتماعی ۱۳۴۸
- ربا در قران ۱۳۶۹
- آرزوهای آرزو مانده ۱۳۵۹
- اقتصاد توسعه: یک الگوی جدید ۱۳۷۹